# Nuova accademia di belle arti
La Nuova accademia di belle arti, acronimo NABA, è un'accademia di belle arti privata legalmente riconosciuta dal MUR fondata a Milano e con un secondo campus a Roma.
La Nuova accademia di belle arti è compresa nel comparto universitario, nel settore dell'alta formazione artistica, musicale e coreutica e rilascia diplomi accademici legalmente riconosciuti di primo livello (laurea) e di secondo livello (laurea magistrale). Mantiene collegamenti e scambi di studenti e docenti con altri paesi europei attraverso il progetto Erasmus.

## Storia
L'accademia venne fondata a Milano nel 1980 su impulso di Guido Ballo, Tito Varisco e Ausonio Zappa. Nel 1995, l'accademia riceve dal sindaco di Milano Marco Formentini un attestato di benemerenza civica. Nel 2002 entra a far parte del Gruppo Bastogi e integra Futurarium, scuola post universitaria di estetica fondata da Alessandro Guerriero. Nel 2004 si insedia nella sede di via Darwin a Milano. 
Nel 2009 l'accademia entra a far parte di "Laureate Education", un network internazionale di oltre 54 istituzioni accreditate che offrono corsi di laurea di primo e secondo livello. Successivamente nel 2017 l'accademia è rilevata dal network europeo Galileo Global Education. Tra le sue attività anche la partecipazione attraverso campagne pubblicitarie ad eventi sociali, come il Festival dei beni confiscati alle Mafie della quale ha realizzato attraverso suoi studenti la campagna dell'edizione 2012. Nel 2019, è stata inaugurata la sede di Roma.

## Struttura
Il campus comprende laboratori per computer grafica, editing video, modellazione 2D e 3D, sound design, oltre a laboratori sartoriali, di incisione, modellistica, pittura e illuminotecnica. Per la lavorazione delle plastiche, del gioiello, del ferro e del legno è a disposizione degli studenti un atelier nella sede distaccata di via Col di Lana.
La sede del NABA Campus è in via C. Darwin, 20 a Milano, in una parte dell'isolato che precedentemente ospitava l'Istituto sieroterapico milanese.